# 오드월드
오드월드(Oddworld)는 롬 래닝 감독 하에 오드월드 인해비턴츠가 개발한 미디어 프랜차이즈이자 세계관이다. 이 시리즈는 플레이스테이션, 엑스박스, 플레이스테이션 3, 게임보이, 윈도우, Wii U 등 다양한 플랫폼으로 출시되었다.
오드월드 유니버스를 배경으로 하는 게임들을 통해 플레이어의 캐릭터는 산업 회사들의 위험으로부터 오드월드의 생태계를 지키기 위해 퀘스트에 도전한다.

## 릴리스 타이틀
- 이상한 나라의 에이브(Oddworld: Abe's Oddysee, 오드월드: 에이브의 오딧세이, 1997)
- 이상한 나라의 에이브 2: 엑소더스(Oddworld: Abe's Exoddus, 1998)
- 오드월드 어드벤처스(Oddworld Adventures, 1998)
- 오드월드 어드벤처스 2(Oddworld Adventures 2, 2000)
- 오드월드: 먼치스 오딧세이(Oddworld: Munch's Oddysee, 2001): 엑스박스, 윈도우, PS3, 온라이브, PS비타, 안드로이드, 닌텐도 스위치
- 오드월드: 먼치스 오딧세이(Oddworld: Munch's Oddysee, 2003): 게임보이 어드밴스용
- 오드월드: 스트레인저스 래스(Oddworld: Stranger's Wrath, 2005)
- 오드월드: 뉴 앤 테이스티!(Oddworld: New 'n' Tasty!, 2014)
- 오드월드: 소울스톰(Oddworld: Soulstorm, 2021)